# Мегера
Мегера (на гръцки: Μέγαιρα) в древногръцката митология е една от ериниите, олицетворение на гнева и отмъстителността. Сестра на Алекто и Тисифона. Често е изобразявана като отвратителна старица (понякога обаче и като млада жена) със змии, вместо коса, дълъг език и бич в ръцете. Тя биела в Тартар престъпниците. В преносен смисъл Мегера значи зла и отмъстителна жена.